# フォイエルバッハに関するテーゼ
「フォイエルバッハに関するテーゼ」は、1845年にカール・マルクスが書いたメモである。
ヘーゲル学派から出発し唯物論にたどりついたドイツのルートヴィヒ・フォイエルバッハが宗教を批判し地上と人間の問題に目をむけたことを評価しつつ、フォイエルバッハの唯物論は抽象的な人間一般という理解にとどまっており、人間は抽象的な存在ではなく、いつの時代でも、ある歴史的に規定された社会に暮らす具体的な存在であり、その具体的な現実社会に対する変革の働きかけ（実践）こそが必要であるとした。マルクスの唯物論の立場を萌芽的に示したものとして、後にマルクスの盟友であるフリードリヒ・エンゲルスが「新しい世界観の天才的な萌芽が記録されている最初の文書」と評し、エンゲルスはこのマルクスのメモをヒントにして『フォイエルバッハ論』を書いた。

## 執筆と公表
マルクスの死後の1888年に、エンゲルスが『ルートヴィヒ・フォイエルバッハとドイツ古典哲学の終焉』（『フォイエルバッハ論』）の改訂版を刊行した際に、付録としてマルクスのメモをまとめて、「マルクス——フォイエルバッハについて」をつけた。これが今日「フォイエルバッハに関するテーゼ」とよばれるものである。このメモは1845年にマルクスが亡命先のブリュッセルで書いた。夫人のイェンニーがクリーニングに出す衣類の数と家計の支出を記していたノートの１ページに、当時26歳だったマルクスが書き付けたものである。マルクスの草稿そのものと、エンゲルスが付録でつけたものは、テキストにおいて若干の違いがある。

## テーゼの中身
以下はマルクスの11のテーゼそのものである。

### 第1テーゼ
フォイエルバッハを含めたこれまでのすべての唯物論の主な欠陥は、対象・現実・感性が単なる客体の、または傍観者の形式のもとでだけとらえられていて、人間的な感性的活動・実践として、主体的にとらえられていないことである。ゆえに、能動的側面は、唯物論に対立して観念論によって展開されることになった。しかしただ抽象的に。なぜなら、観念論は現実的・感性的な活動を、まさに現実的・感性的な活動としては知らないからである。フォイエルバッハは、人間の頭に映った客体とは現実的に区別された、現実の客体を求めているのだが、しかし、人間的活動そのものを対象的活動としてはとらえようとしない。だから、『キリスト教の本質』の中でただ傍観者的（客観的）態度だけを真に人間的な態度と見なした。他方で、それに対して、実践はただ不潔で、ユダヤ人的な現象形態においてだけとらえられ、固定される。ゆえに、彼は「革命的」な活動、「実践的・批判的」な活動の意義を理解しない。

### 第2テーゼ
人間の思考が対象的真理を手に入れる力を持っているかどうかという問題は、観念的な問題ではなくて、実践的な問題である。実践の中でこそ、人間は自分の思考の真理性、すなわち現実性を証明しなくてはならない。実践から切り離された思考が現実的であるか非現実的であるかについての争いは、神学論争的な話にすぎない。

### 第3テーゼ
環境と教育に関する従来の唯物論的な議論は、環境が人間によって変えられ、教育者自身が教育されるものだという反作用を忘れている。ゆえに、従来の唯物論は社会を二つの部分に分け、一方を社会を越えたところにあるものとしてしまう。環境を変革することと、人間的活動・自己変革との合致は、変革する実践であるとだけとらえることによってはじめて合理的に理解することができる。

### 第4テーゼ
フォイエルバッハは宗教の自己疎外という事実、すなわち宗教的世界と世俗的世界への、世界の二重化という事実から出発する。彼の仕事は、宗教的世界をその世俗的基礎へ解消することにある。だが、彼はこの仕事を終えた後に、なおやるべき重要な仕事が残っているのを忘れている。すなわち、現世的基礎が自分自身から浮き上がって、雲の上に一つの独立した宗教の王国として作り上げられているという事実は、まさしくこの基礎となっている現実そのものが自己分裂状態にあり、自己矛盾に陥っているということを意味しているのである。ゆえに、例えば、天上・宗教上の秘密が実は地上の問題にすぎないということが暴かれた以上は、今度は地上の問題そのものが理論的に批判され、実践的に変革されねばならないのである。

### 第5テーゼ
フォイエルバッハは抽象的な思考にあきたらず、感性の力で直接に対象をとらえようとする。しかし、彼は感性を実践的な、人間的・感性的な活動としてとらえない。

### 第6テーゼ
フォイエルバッハは、宗教の問題とは結局人間の問題である、というふうに解消する。しかし、人間的本質は、個々人に内在するいかなる抽象物でもない。人間的本質は、その現実性においては社会的諸関係の総体である。この現実的なあり方の批判に乗り出さないフォイエルバッハは、次のようになってしまう。
1. 歴史的経過を切り捨て、宗教的心情をそれのみで固定し、一つの抽象的な、孤立した人間の個体を前提にしてしまうこと。
2. ゆえに、彼にあっては、人間的本質はただ「類」という一般概念として、内なる、無言の、多数個人を自然に結び合わせたにすぎない普遍性としてのみとらえられてしまう。

### 第7テーゼ
それゆえにフォイエルバッハは、「宗教的心情」そのものが社会的に生み出されたものだということ、そして彼が分析する抽象的個人が、ある特定の社会形態に属するということを見ようとしない。

### 第8テーゼ
すべての社会的生活は、本質的に実践的である。思考を神秘主義に誘い込むあらゆる神秘は、その合理的解決を、人間の実践およびその実践の理解のうちに見いだす。

### 第9テーゼ
傍観者的唯物論、すなわち感性を実践的活動としてとらえない唯物論がゆきつく果ては、「市民社会」における個々人の傍観である。

### 第10テーゼ
古い唯物論の立場は「市民」社会であり、新しい唯物論の立場は人間的社会、あるいは社会的人間である。

### 第11テーゼ
哲学者たちは、世界を様々に解釈してきただけである。肝心なのは、それを変革することである。